# Proton Wira

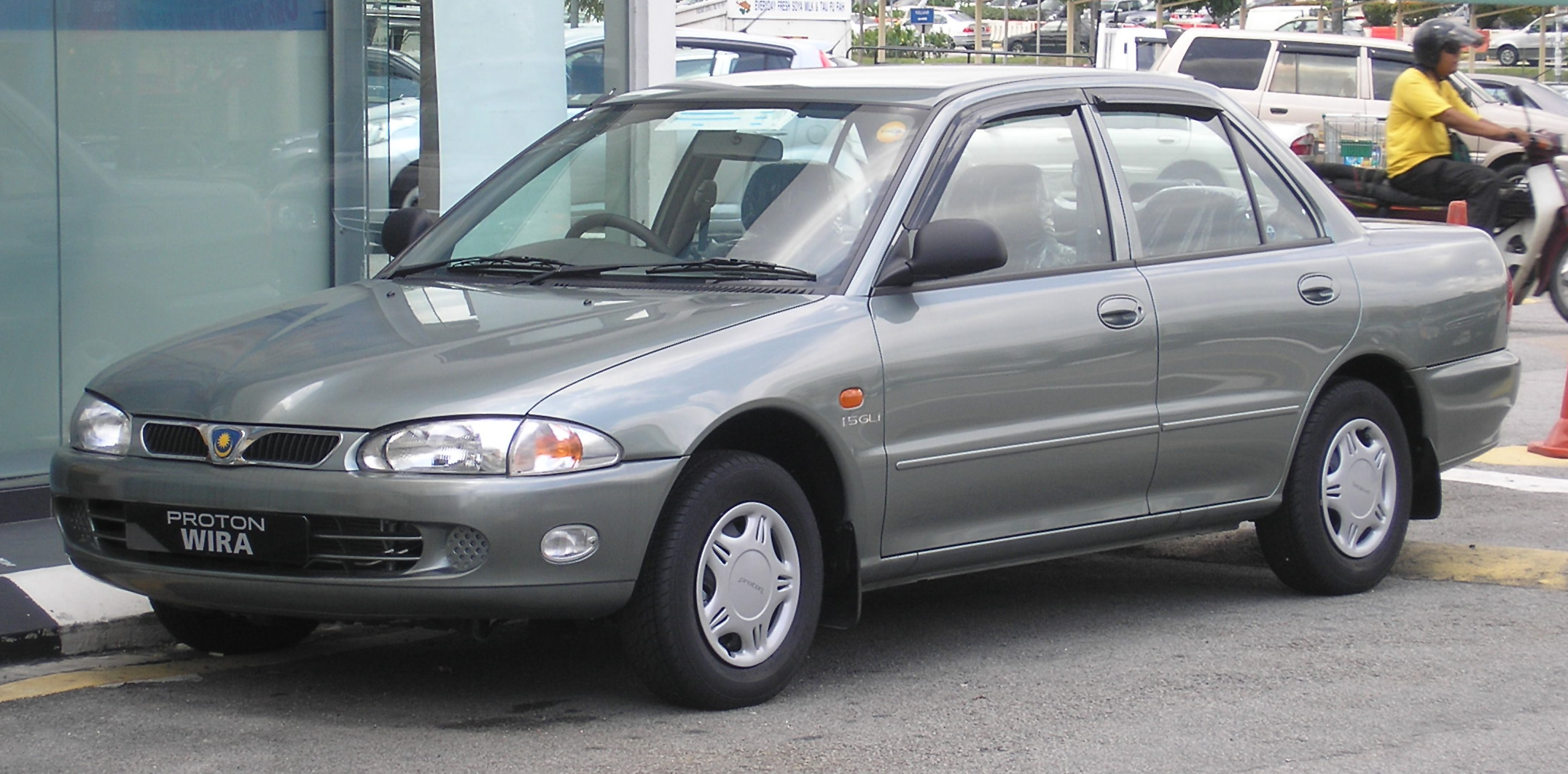
Proton Wira sedán.

El Proton Wira es un automóvil fabricado por el fabricante malayo Proton de 1993 a 2009. Se fabricó en los modelos de berlina de cuatro puertas y hatchback de cinco puertas, y se basa en la plataforma Mitsubishi Lancer.
Proton hizo cambios menores en las luces traseras, los parachoques y el salpicadero. Cinco niveles de acabado estaban disponibles. Los modelos de 1,6 y 1,8 litros (4G92/4G93) estaban equipados con frenos de disco traseros, apoyabrazos delantero y trasero, espejos eléctricos, asientos traseros abatibles, elevalunas eléctricos en todas las puertas y un interior de alta calidad. Proton rediseñó el sedán para hacer una variante de cinco puertas con portón trasero a mediados de los años 1990, basando el coche en el sedán Wira y usando luces traseras similares.